# El Paraíso, Durango
El Paraíso är en ort i Mexiko.   Den ligger i kommunen Gómez Palacio och delstaten Durango, i den centrala delen av landet, 800 km nordväst om huvudstaden Mexico City. El Paraíso ligger 1 118 meter över havet och antalet invånare är 216.
Terrängen runt El Paraíso är mycket platt. Runt El Paraíso är det tätbefolkat, med 411 invånare per kvadratkilometer. Närmaste större samhälle är Torreón, 19,2 km söder om El Paraíso. Trakten runt El Paraíso består till största delen av jordbruksmark.